# Сильвестер, Джосуа
Джосуа (Джошуа) Сильвестр (англ. Josuah Sylvester; 1563, Кент, Англия — 28 сентября 1618, Мидделбург, Нидерланды) — английский поэт и переводчик

## Биография
Родился в семье драпировщика. Окончил школу в Саутгемптоне, свободно владел французским языком. Был купцом.
Умер в Голландии, где был представителем Компании лондонских купцов-авантюристов.
Самая известная его работа — перевод библейского эпоса французского гугенотского (евангелического) поэта Гийома дю Бартаса «Седмица» (Divine Weekes and Workes) (1592—1608). Это произведение о сотворении, грехопадении человека и других ранних частях Книги Бытия было чрезвычайно популярно в Англии в первой половине XVII века.
Оказал определённое влияние на Джона Мильтона и Джона Драйдена и других поэтов.
Д. Сильвестр также писал сонеты.
Поэт Бен Джонсон посвятил ему отрывок из «Эпиграмм».